# Kobrygga
Kobrygga, benämning med oklar ursprunglig betydelse, avsåg förr den del av ett fartygs övre däck som är belägen mellan gångborden samt för- och stormast, där barkasser placerades under gång till sjöss.
I senare tider används benämningen för ett upphöjt gångbord som på vissa handelsfartyg förbinder brygga med back och poop (för och akter).